# کابل فشارقوی

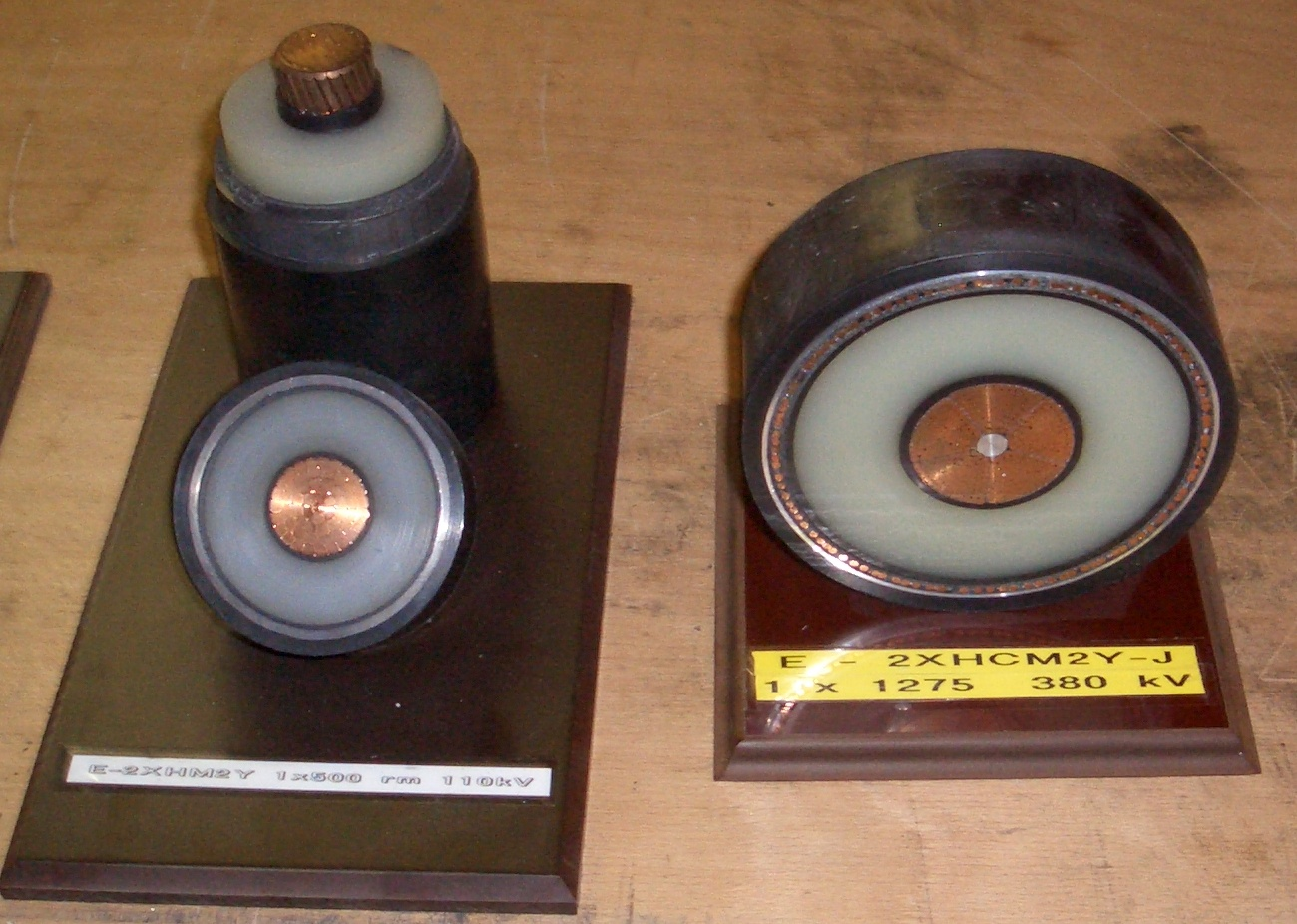
مقطع کابل فشار قوی. تصویر سمت راست یک کابل فشارقوی ۴۰۰ کیلوولت و تصویر سمت چپ یک کابل فشارقوی ۱۱۰ کیلوولت است

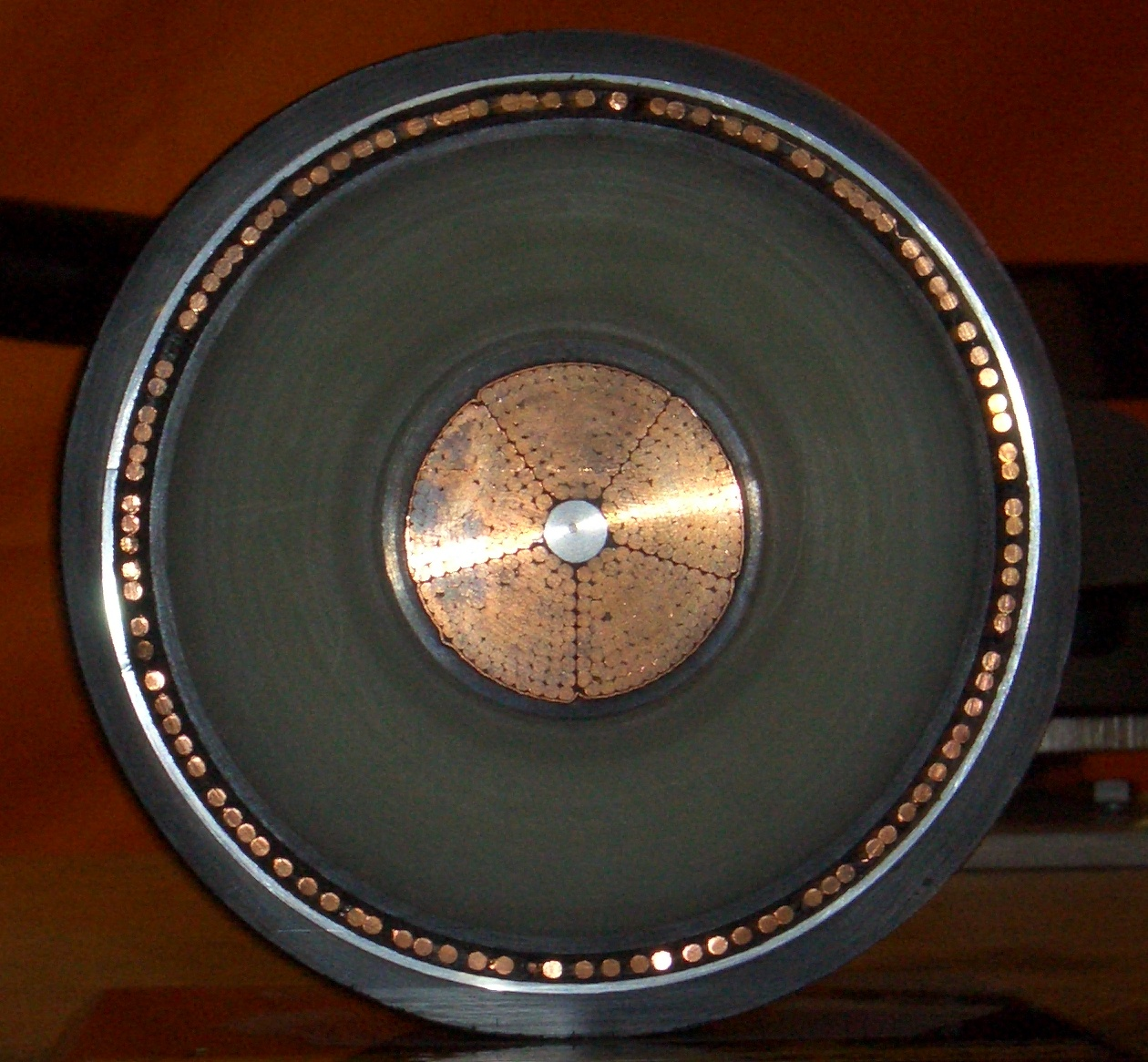
سطح مقطع یک کابل فشارقوی ۴۰۰ کیلوولت

کابل فشارقوی یا  کابل ولتاژبالا، گونه‌ای از کابل است که برای انتقال انرژی الکتریکی در ولتاژهای بالا استفاده می‌شود. ساختمان این کابل‌ها با توجه به کاربردشان متفاوت است. مشخصات کابل فشارقوی به وسیلهٔ یک سری علائم روی آن درج می‌شود.

## شرح علائم روی کابل
علائم روی کابل مطابق استاندارد وی‌دی‌ئی آلمان در معانی زیر به کار می‌روند:
| علامت | شرح                                                        |                       |
| N     | کابل نرم‌شدهٔ مسی 2X                                         | عایق هادی از جنس XLPE |
| NA    | کابل نرم‌شدهٔ آلومینیومی                                     |                       |
| Y     | عایق هادی از جنس پی‌وی‌سی (اولین Y در توالی حروف)            |                       |
| ZY    | عایق پروتونی PET (اولین ZY در توالی حروف)                  |                       |
| H     | ورقهٔ کاغذی متالیزه دور عایق هادی                           |                       |
| T     | مفتول نگه‌داری برای کابل‌های هوایی                           |                       |
| F     | بانداژ محافظ فولادی (زره فولادی روی‌اندودشدهٔ مربع)          |                       |
| R     | حفاظت فولادی (به صورت نوار روی‌اندود شدهٔ گرد)               |                       |
| B     | بانداژ محافظ فولادی به صورت نوار                           |                       |
| C     | سیم صفر که به صورت لوله دور عایق سه سیم دیگر پیچیده شده‌است |                       |
| GB    | بانداژ فولادی نواری‌شکل برای محکم‌کردن موارد F و R           |                       |
| Y     | روکش (غلاف) از جنس پی‌وی‌سی (دومین حرف Y در توالی حروف)      |                       |
| re    | سیم گرد یک‌رشته‌ای                                           |                       |
| rm    | سیم گرد چندرشته‌ای                                          |                       |
| s     | غلاف مسی                                                   |                       |
| k     | غلاف سربی                                                  |                       |
| Se    | سیم با سطح مقطع مثلثی یک‌رشته‌ای                             |                       |
| Sm    | سیم با مقطع مثلثی چندرشته‌ای                                |                       |

- مثال۱: اگر روی کابلی نوشته‌شود NYY ۳×۳۵+۱۶ rm ۰.۶/۱ kV، این کابل از نوع نرم‌شدهٔ مسی، عایق‌شده با پروتودور و روکش پروتودور است که سه رشتهٔ هادی با مقطع ۳۵ میلی‌متر مربع و یک سیم صفر (MP) با مقطع ۱۶ میلی‌متر مربع دارد که به صورت گرد و چندرشته‌ای ساخته شده. این کابل ولتاژ ۰٫۶ کیلوولت بین فاز و زمین و ۱ کیلوولت بین دو فاز را تحمل می‌کند.
- مثال ۲: NYY ۴×۲۵ Se ۰.۶/۱ kV نشان از یک کابل نرم‌شدهٔ مسی دارد که هادی آن با پروتودور عایق شده و روکشش نیز پروتودور است. این کابل دارای ۴ رشته سیم با مقطع ۲۵ میلی متر مربع، مثلثی‌شکل، یک‌رشته‌ای است و طراحی آن برای ولتاژ ۰٫۶ کیلوولت بین فاز و زمین و ولتاژ ۱ کیلوولت بین دوفاز انجام گرفته.
- مثال ۳: NYY ۴×۶ re۰.۶/۱ kV: نرم‌شدهٔ مسی با عایق پروتودور و روکش پروتودور، ۴سیمه با مقطع ۶میلی‌متر مربع، گرد ۱رشته‌ای، با ولتاژ ۰٫۶ کیلوولت بین فاز و زمین و ۱ کیلوولت بین دوفاز.